# Nicolas Wladimirovitch Orloff
Orlov est orthographié en français Orloff avant 1960 
Pour les articles homonymes, voir Orloff et Orlov.
Nicolas Wladimirovitch Orloff, prince Orloff, né en 1891 (ou 1893 ou 1896) à  Saint-Pétersbourg et mort le 30 mai 1961 à Oyster Bay, Long Island, États-Unis, est un agent du KGB. 
Comme ses ancêtres depuis la Grande Catherine de Russie, Orloff a été un proche des membres de la Famille impériale russe et des Romanov en général. Il émigre aux États-Unis, membre du KGB à New York pendant la Seconde Guerre mondiale. Orloff aurait reçu une allocation régulière du KGB pour ses services, rapports d'informations sur les groupes d'immigrants à l'intelligence soviétique et agissant comme un découvreur de talents pour obtenir de nouvelles sources d'information.

## Aperçu biographique
Nicolas Orloff est le fils du lieutenant général Vladimir Nicolaievitch Orloff,, l’un des amis du tsar Nicolas II. Sa mère, la princesse Orlova, est née princesse Olga Constantinovna Belosselsky-Belozersky. Son grand-père, Nicolas Alexievitch Orloff, était ambassadeur de Russie en France avant la Grande Guerre. Il est élève du lycée impérial Alexandre et de l'école d'artillerie Michel à Saint-Pétersbourg, en 1915,  lieutenant de l'artillerie à cheval de la Garde et aide de camp de l'empereur Nicolas II. C'est un proche du prince Nicolas Youssoupoff . 
En 1917-1918, il réside au Palais Dulber, en Crimée, où le soviet de Yalta menace de le fusiller. 
Il se marie, en 1917, en l'église Sainte-Nina à Kharaks en Crimée avec la princesse Nadejda Petrovna de Russie, fille du grand-duc Pierre de Russie, nièce de Nicolas II. Sa belle-mère est la princesse Militza de Monténégro. 
Haut fonctionnaire de l'Okhrana, la police secrète tsariste, et l'un des cinq organisateurs de la Tchéka, la police politique bolchévique,[réf. nécessaire] Nicolas Orloff est un personnage dont le rôle dans l'ombre reste mystérieux. Il connaissait bien le juge Nicolas Sokoloff avec lequel il avait eu des contacts en Ukraine. Il a fui la Sibérie en même temps que lui pour un exil en France. Ils ont vécu à Salbris en Sologne où le prince avait acquis le château du Buisson-Luzas.
Grand ami de Staline [réf. nécessaire] et au service des bolchéviques, il était également attaché à la monarchie et surtout à la survie des Romanov qu’il a tenté de sauver avec le concours de Yakovlef puis de Yourovki (à préciser : Yourovski ayant fait partie du peloton d'exécution du dernier tsar). Il travaillait pour les Bolchéviks tout en gardant un pied dans le mouvement monarchique russe en France et en Allemagne.
Après la révolution bolchévique, Orloff a vécu entre l'Europe et les États-Unis. En 1940, il a divorcé d’avec la princesse Romanov et il s’est remarié à Belgrade avec une Américaine, Mary (Marina) Shirk. Il est engagé par les services de l'ONU comme interprète (russe, anglais, français, allemand, espagnol), retraité en 1955, tout en poursuivant une activité épisodique lors de conférences internationales.  En 1959, il accompagne, comme interprète, Khrouchtchev lors de sa tournée aux États-Unis.  
Aux États-Unis, il a été condamné à de la prison pour avoir fait de faux documents afin de compromettre un sénateur américain dans une pseudo compromission avec les Soviétiques. Par l’intermédiaire du milliardaire rouge américain, il a négocié le retour à Moscou d’une partie des archives de Sokoloff confisquées à la veuve du juge.
Il a édité en Allemagne un livre intitulé « Faussaire, manipulateur, assassin ».[réf. à confirmer]